# Janine Ghobert
Pour les articles homonymes, voir Ghobert.
Janine Marie Thérèse Louise, baronne Ghobert, née le 24 avril 1931 à Gand et décédée à Ixelles le 18 décembre 2022, est une femme politique belge francophone, membre du PRL (Parti réformateur Libéral).

## Biographie
Janine Ghobert est docteure en droit et candidate en sciences politiques et diplomatiques.
Elle est présidente du Conseil national de Protection de la Jeunesse (1975-1981), présidente du Conseil supérieur des Œuvres de l'Enfance (1979-1983) et présidente (1983-1988) puis présidente d'honneur (depuis 1988) de l'Office de la Naissance et de l'Enfance. Elle est vice-présidente honoraire de la Fondation Roi Baudouin et présidente d'honneur de Solidarité Libérale internationale. Elle est vice-présidente du Comité national pour la célébration 40-60 du roi Baudouin Ier de Belgique. Elle est nommée juge à la Cour constitutionnelle le 21 décembre 1992. Elle accède à l'éméritat le 24 avril 2001.
Janine Ghobert est l'épouse du baron Jacques Delruelle,

## Carrière politique
- Sénatrice belge du 7 décembre 1981 au 24 novembre 1991.
  - présidente du groupe libéral (PRL).
- Députée belge du 24 novembre 1991 au 21 décembre 1992.

## Distinctions
- Officier de l'Ordre de Léopold
- Grand officier de l'Ordre du Lion (Sénégal)
- Officier de l'Ordre de Tunisie

Janine Ghobert est anoblie par le roi Albert II avec le titre personnel de baronne en 1995. Sa devise est Pro Aliis.